# Presépio

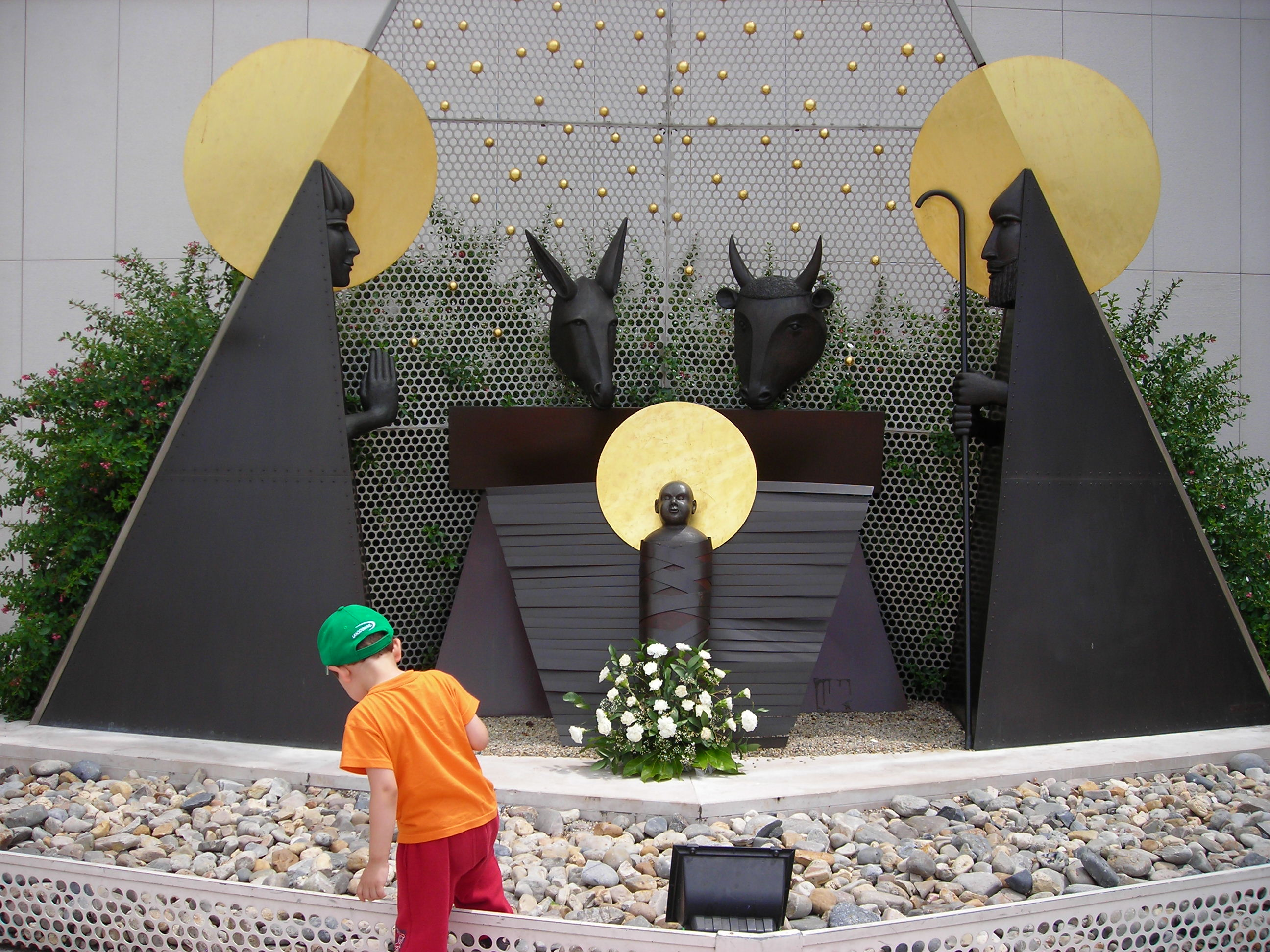
Presépio no Santuário de Fátima, em Portugal.

Presépio, na língua portuguesa, designa o local da Natividade. O presépio, todavia, é também uma referência cristã que remete para o nascimento de Jesus em Belém, na companhia de José e da Virgem Maria. Conta a Bíblia Sagrada no livro de Lucas 2,1-7 que, por motivo de recenseamento de toda a Galileia, José e a Virgem Maria foram para as imediações da Judeia, na cidade de Davi, chamada de Belém. De acordo com a mesma fonte, após o nascimento, Jesus foi envolto em panos e deitado em uma manjedoura destinada para a alimentação de animais, pois não havia lugar para eles na estalagem, e foi visitado, após o nascimento, por pastores da região, avisados por um anjo, de acordo com o livro de Lucas 2,10-16, e, uns dois anos mais tarde, não na manjedoura, mas na casa de Jesus, por Três Reis Magos vindos do oriente, guiados por uma estrela, os quais ofereceram ouro, incenso e mirra à criança, de acordo com o livro de Mateus 2,1-12.
Segundo a Bíblia, no livro de  Mateus 2,13-18, estes acontecimentos ocorreram no tempo do Rei Herodes, o qual teria mandado matar todas as crianças de até 2 anos com receio de perder o seu trono para o futuro rei dos judeus.

## Um costume Natalino
Tornou-se costume em várias culturas montar um presépio quando é chegada a época de Natal. Variam em tamanho, alguns em miniatura, outros em tamanho real.
O primeiro presépio do mundo teria sido feito como um cenario vivo por São Francisco de Assis em 1223. Nesse ano, em vez de festejar a noite de Natal na Igreja, como era seu hábito, o Santo fê-lo na floresta da cidade de Greccio, na Itália, para onde mandou transportar uma manjedoura, um boi e um burro, para melhor explicar o Natal às pessoas comuns, camponeses que não conseguiam entender a história do nascimento de Jesus.
O costume espalhou-se por entre as principais Catedrais, Igrejas e Mosteiros da Europa durante a Idade Média, começando a ser montado também nas casas de Reis e Nobres já durante o Renascimento. Em 1567, a Duquesa de Amalfi mandou montar um presépio que tinha 116 figuras para representar o nascimento de Jesus, a adoração dos Reis Magos e dos pastores ao   Menino Jesus e o cantar dos anjos.
Dentro do reino da lenda, há especulações de que foi em San Cristóbal de La Laguna, Tenerife, onde um presépio foi exibido publicamente pela primeira vez em Espanha numa casa particular. Da mesma forma, o santo de Tenerife, Pedro de Betancur, franciscano e fundador da Ordem dos Irmãos de Nossa Senhora de Belém no Século XVII, é considerado um dos principais precursores da criação de presépios nas terras americanas descobertas pelos espanhóis. Esta é precisamente uma das razões pelas quais este santo é frequentemente chamado de "São Francisco de Assis das Américas".
Foi só no Século XVIII que o costume de montar o presépio nas casas comuns se disseminou pela Europa e depois pelo mundo.

## O presépio em Portugal

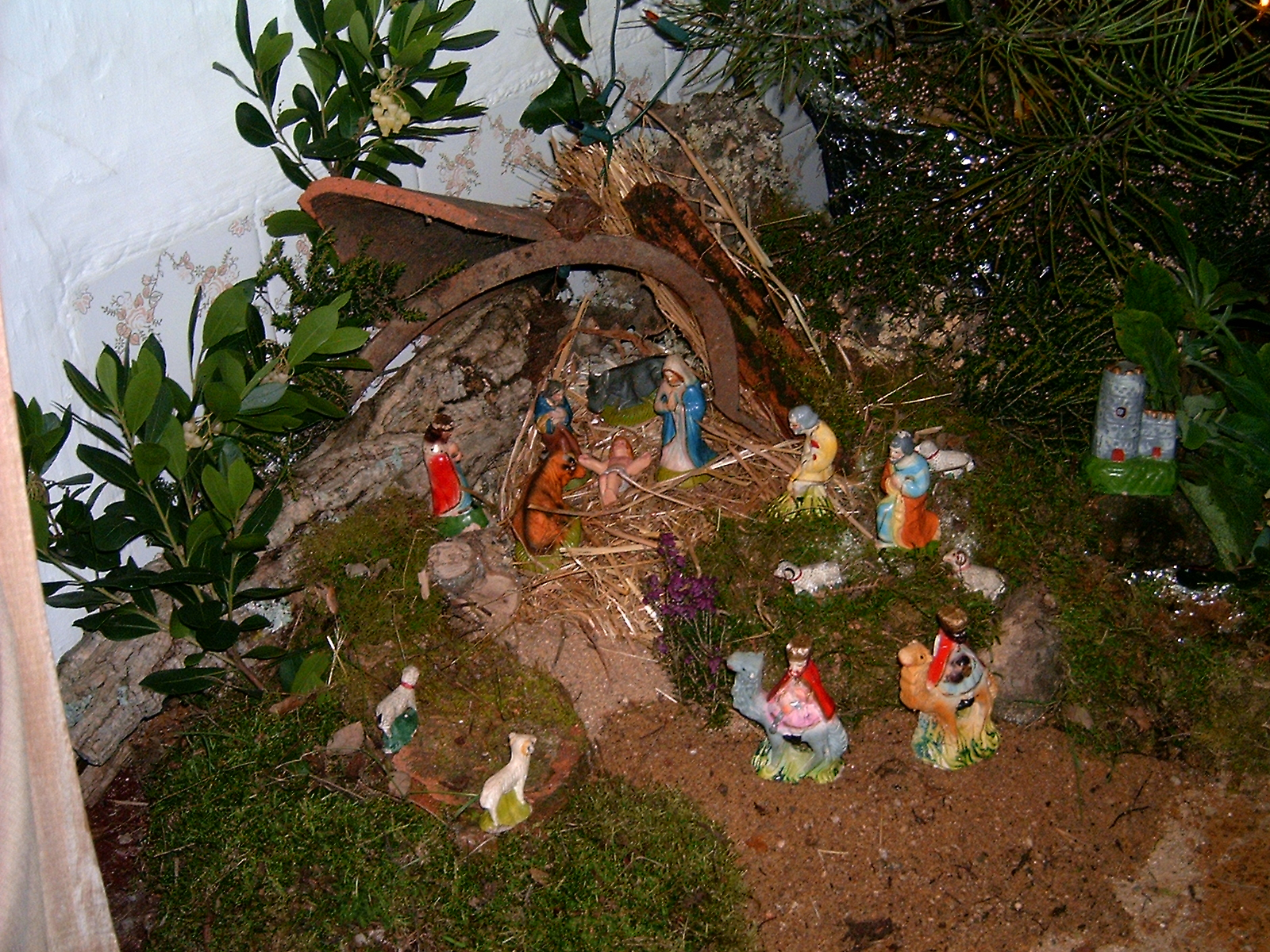
O Presépio Tradicional Português é feito com musgo, vegetação e peças de cerâmica avulsas da região do Minho.

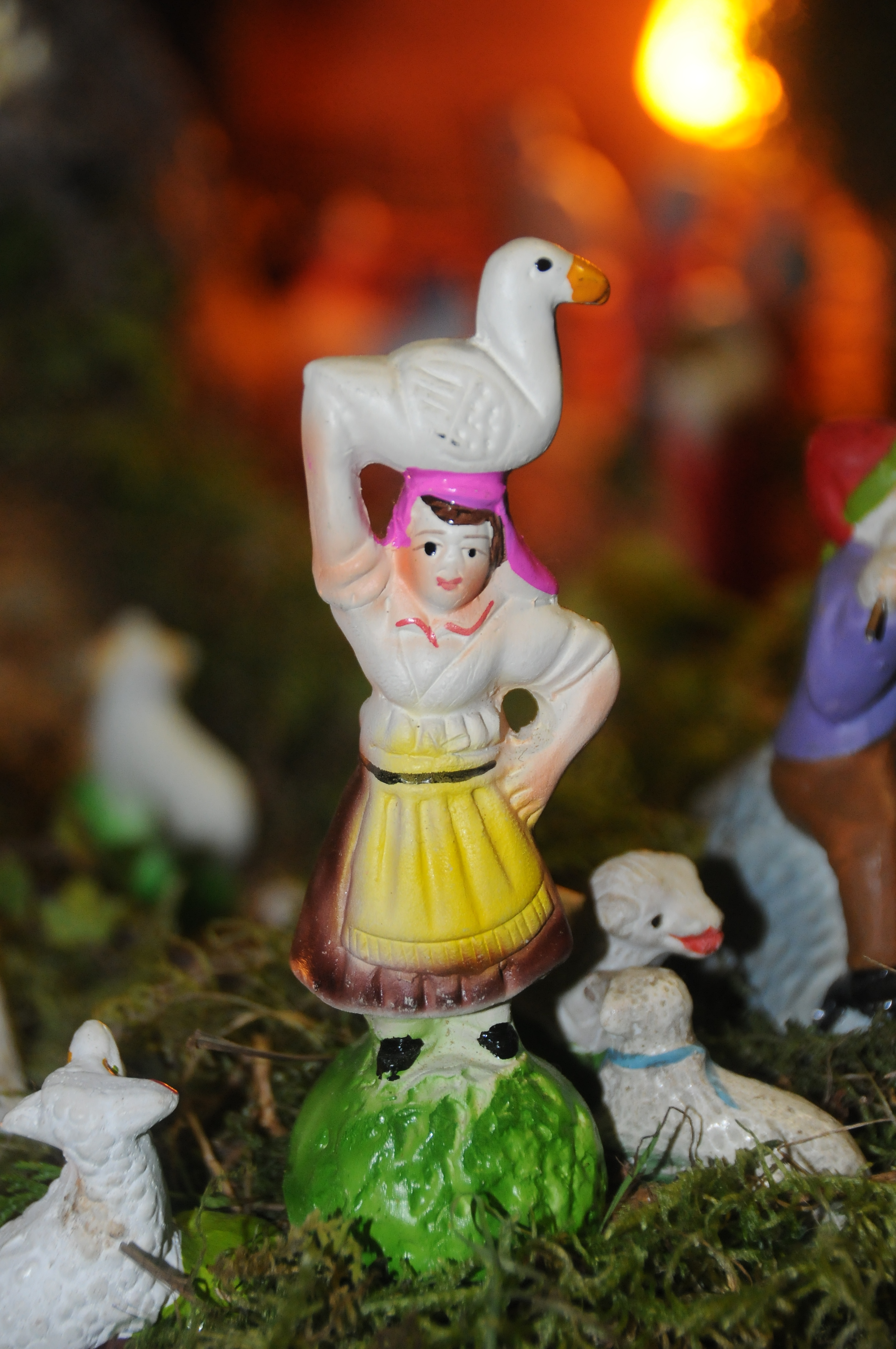
Representação de uma lavadeira no Presépio Tradicional Português.

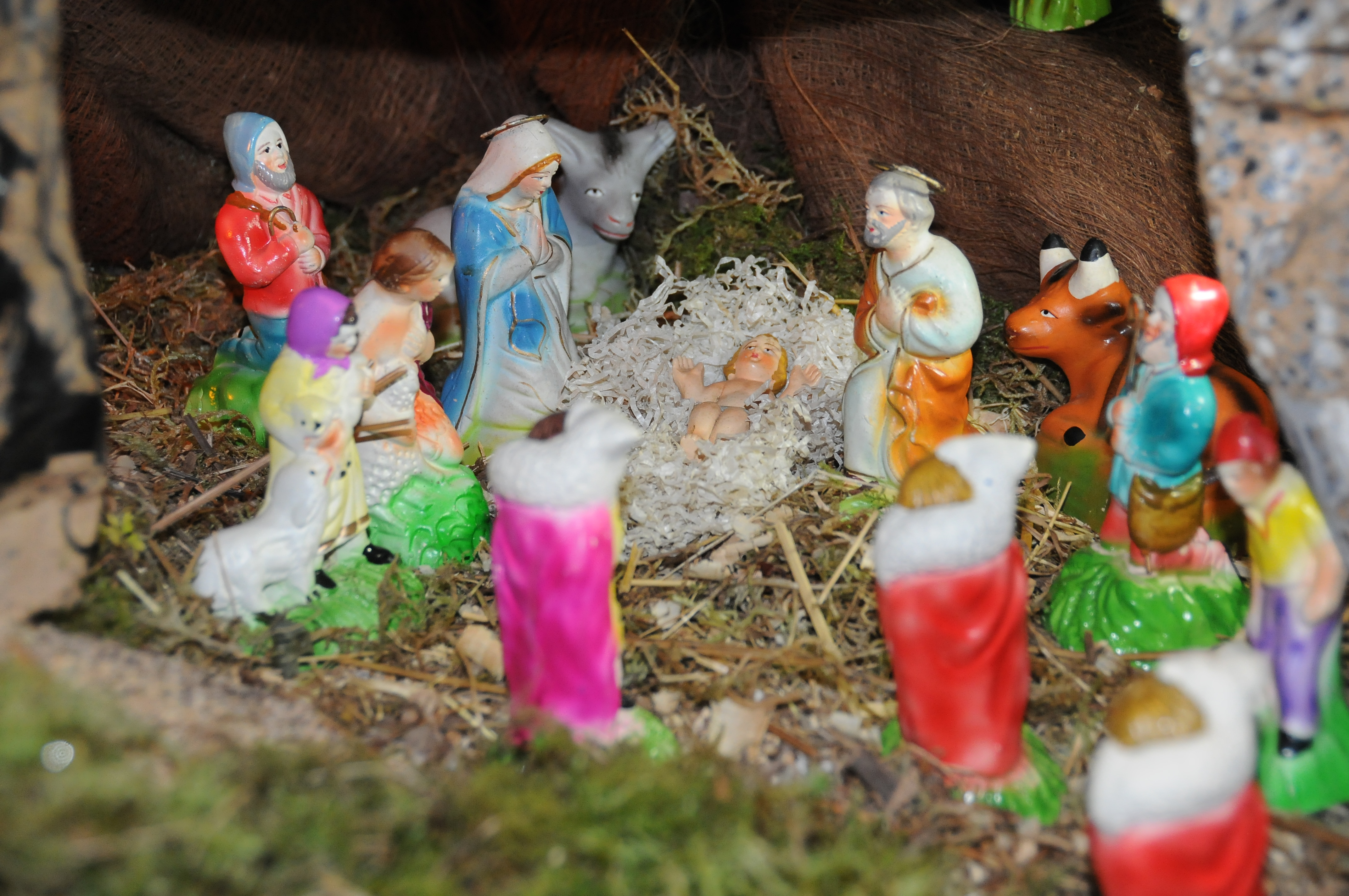
Representação da Sagrada Família no Presépio Tradicional Português.

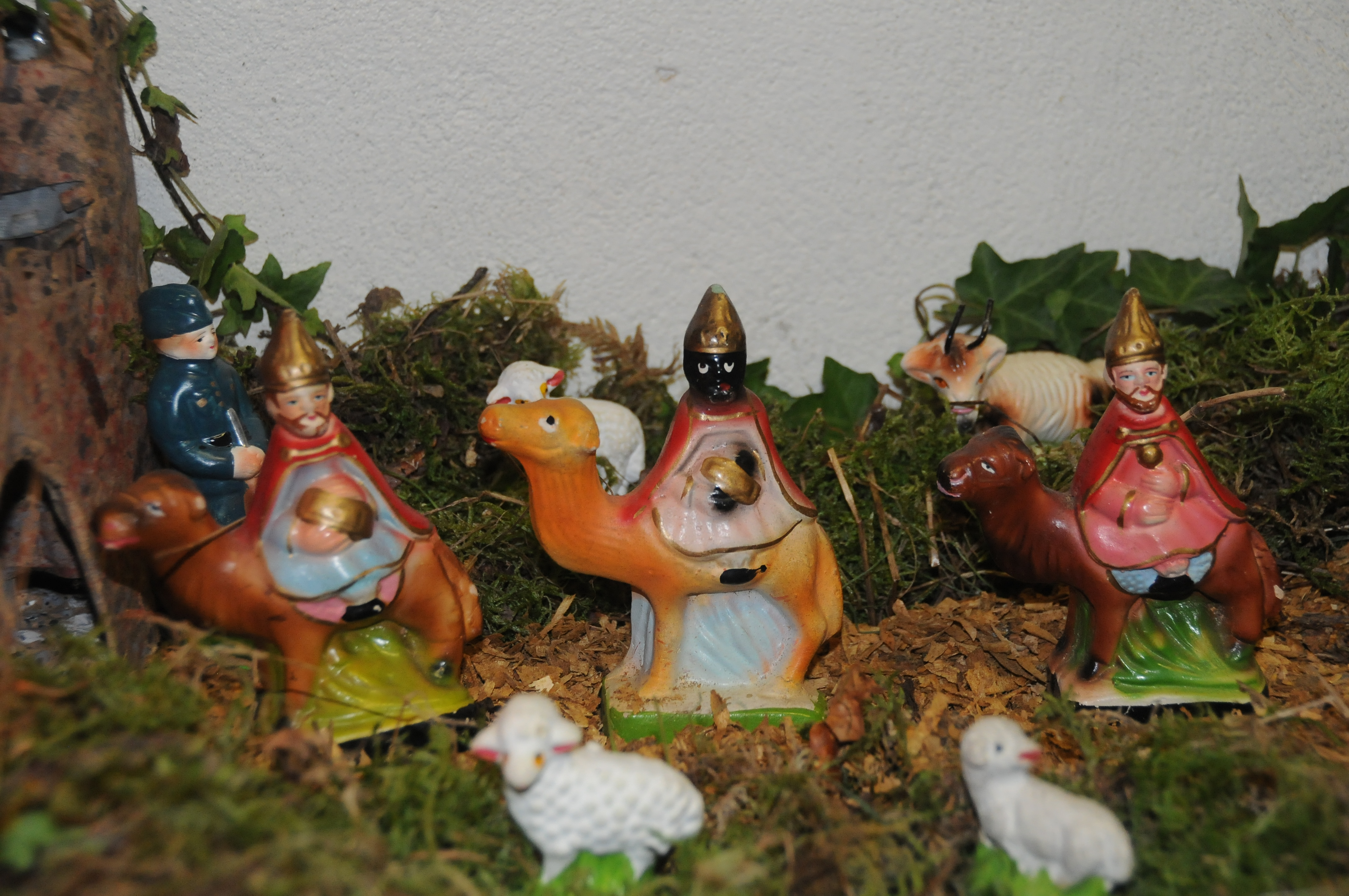
Representação dos Três Reis Magos no Presépio Tradicional Português.

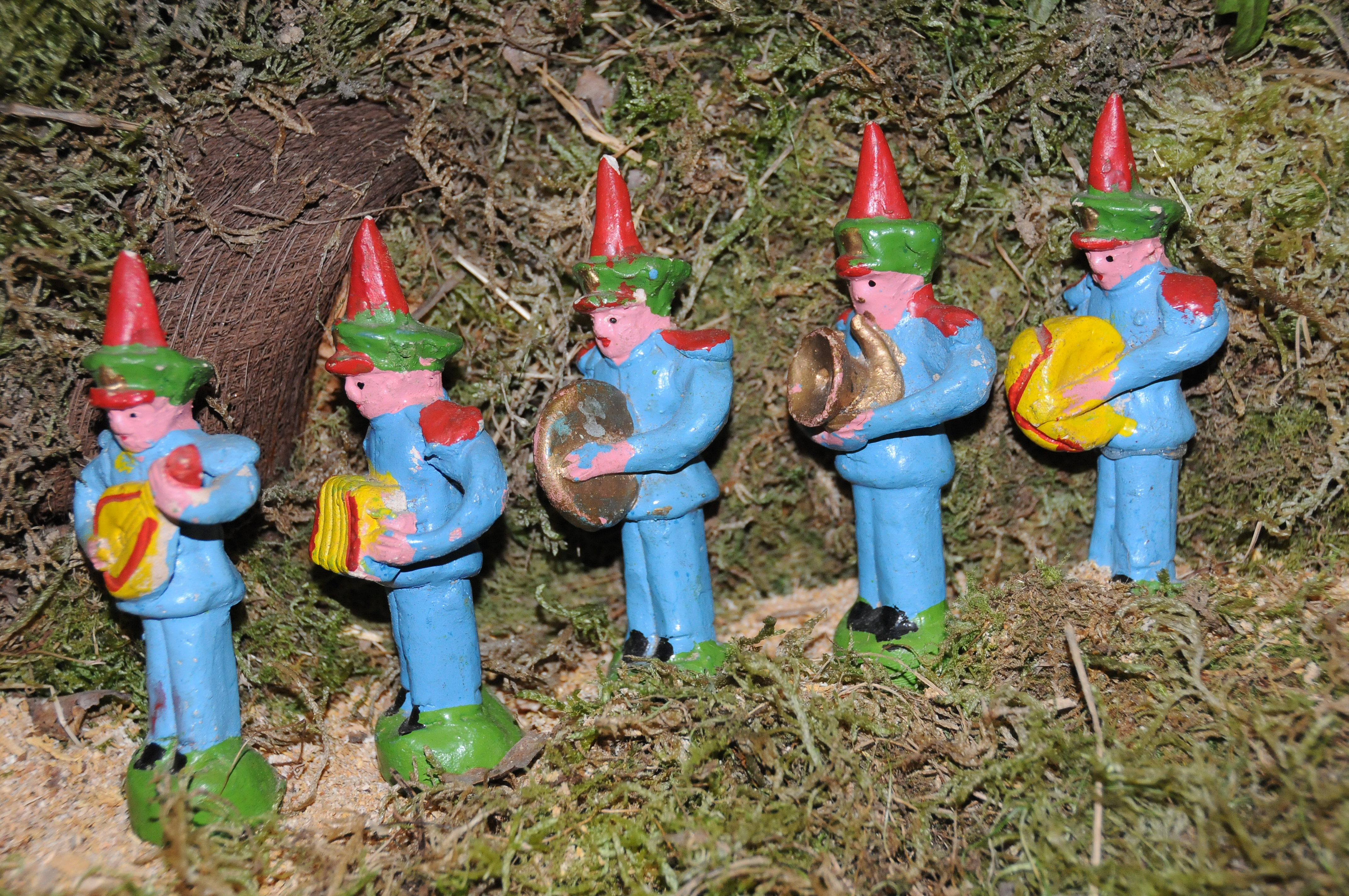
Representação de uma banda de música no Presépio Tradicional Português

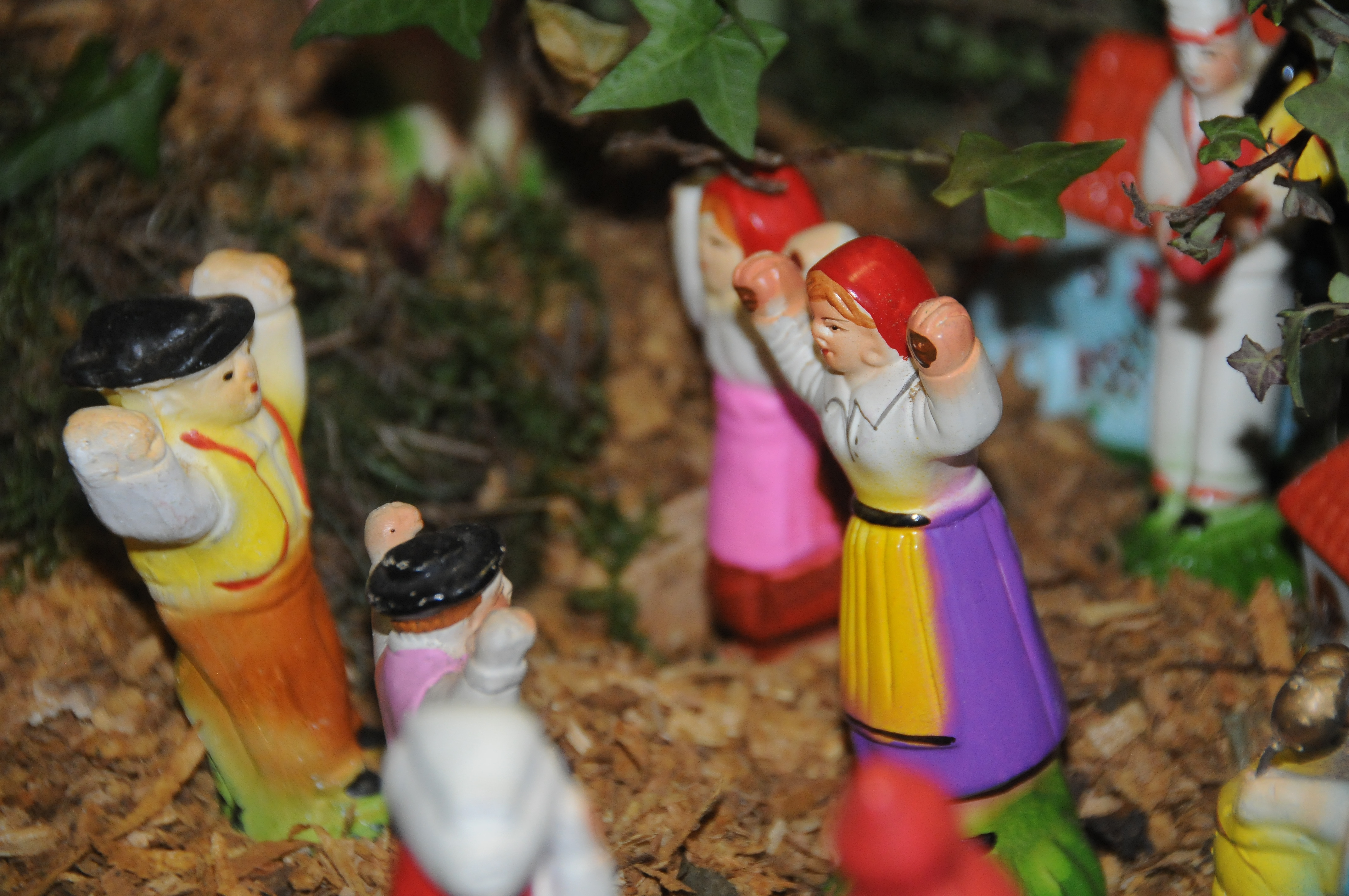
Representação dos bailarinos de um rancho folclórico no Presépio Tradicional Português.

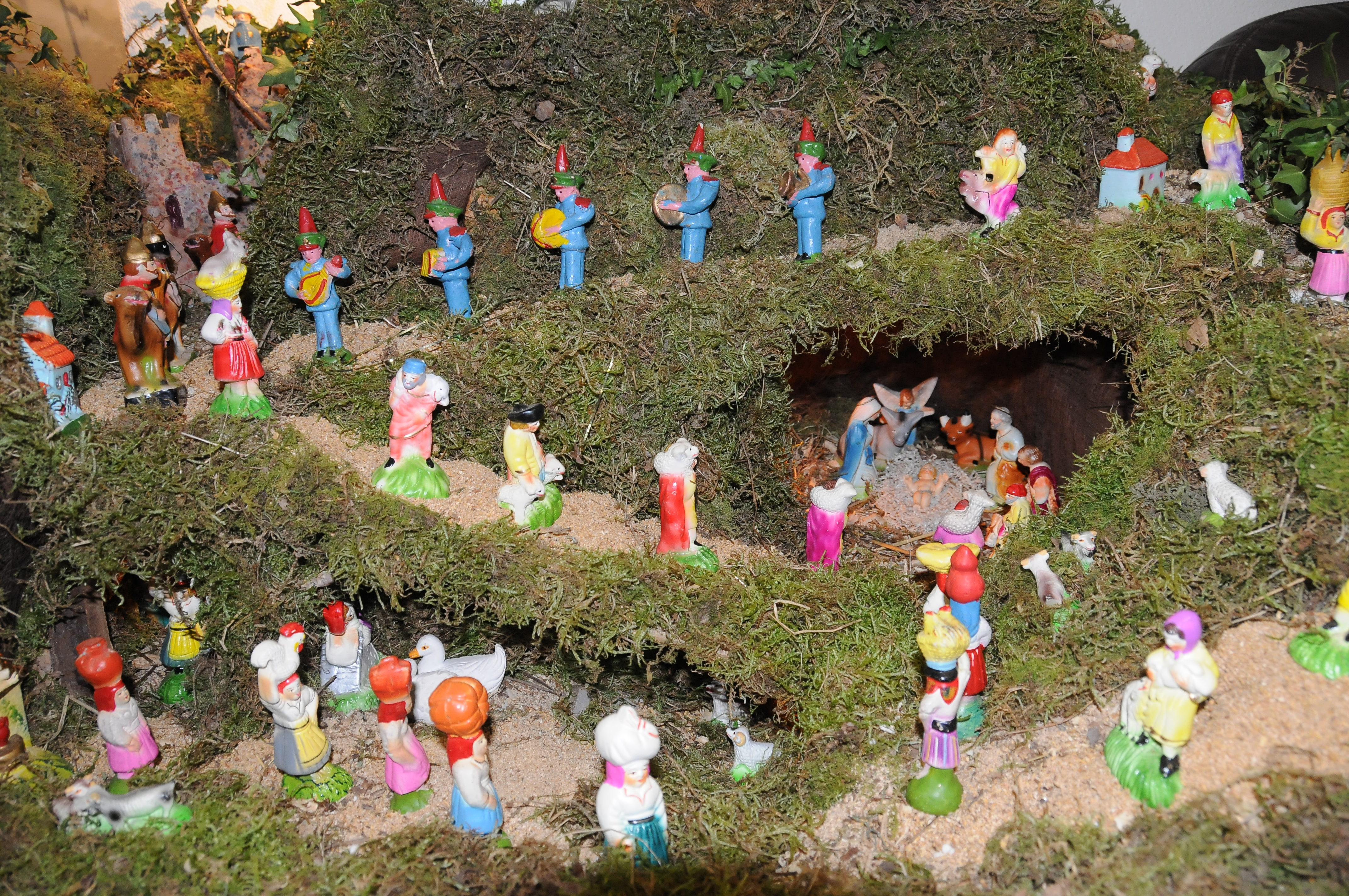
Vista geral do Presépio Tradicional Português

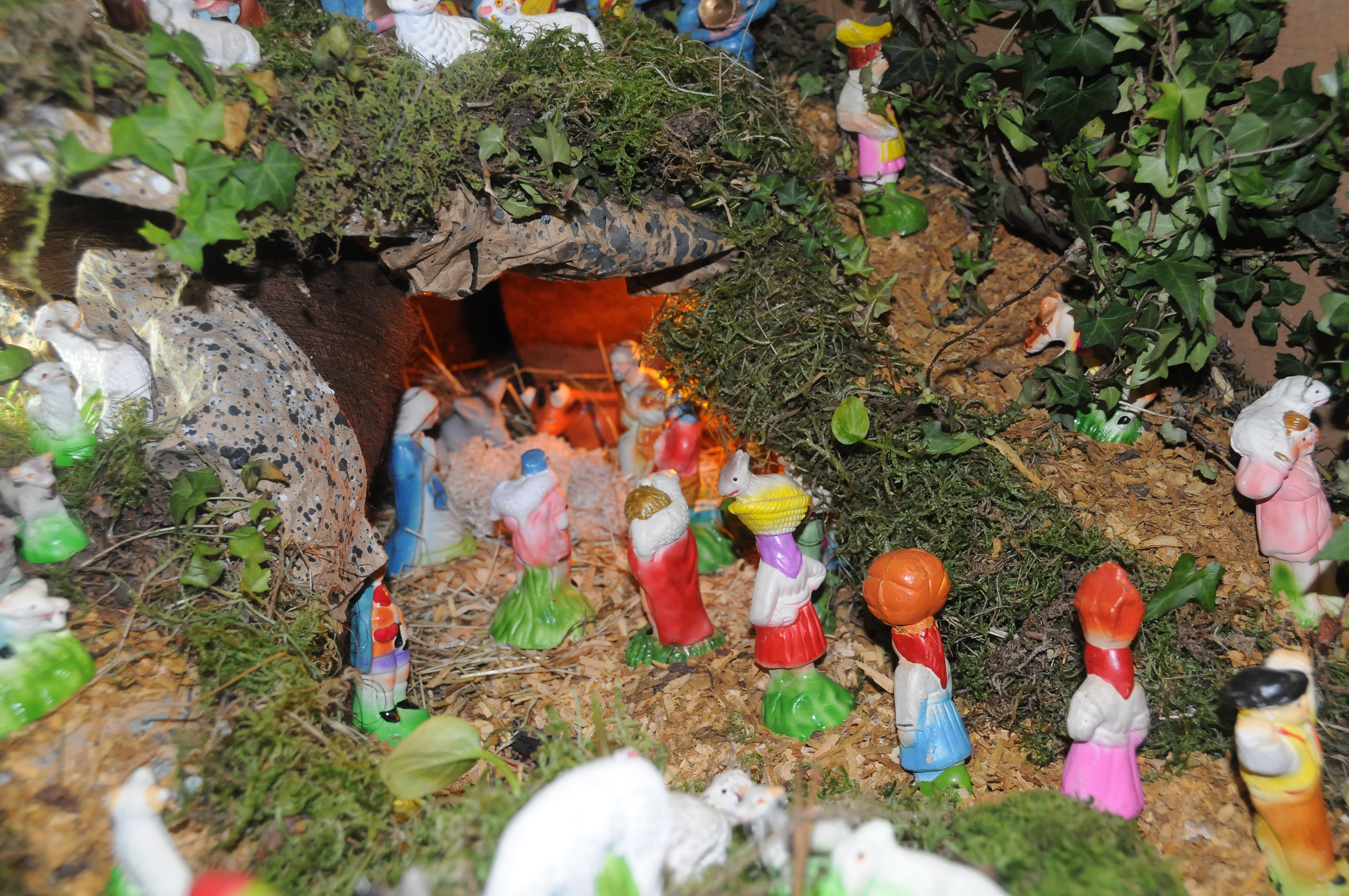
Um Presépio Tradicional Português

Em Portugal, o presépio tem tradições muito antigas e enraizadas nos costumes populares
Este é montado no início do Advento sem a figura do Menino Jesus que só é colocada na noite de Natal, depois da Missa do Galo.
Tradicionalmente, é perto do presépio que são colocados os presentes que são distribuídos depois de se colocar a imagem do Menino Jesus.
O presépio é desmontado a seguir ao Dia de Reis.
Na maioria das cidades o presépio é montado pelas autarquias e em algumas tenta-se ter o maior presépio, como é o caso de Vila Nova de Famalicão. entanto foi Alenquer que ganhou o epíteto de Vila Presépio depois de, em 1968, ter iniciado a tradição de montar um gigantesco presépio elaborado pelo pintor Álvaro Duarte de Almeida numa das colinas da vila. No entanto, este epíteto era já desta vila portuguesa desde o século XIII, altura em que fixou aí o primeiro convento franciscano da península ibérica. Frei Zacarias, enviado por São Francisco de Assis encontra em Alenquer um cenário a que chama de autêntica Belém, terra onde nasceu Jesus. A presença franciscana liga esta terra portuguesa à origem do presépio, em Greccio (Itália) onde o santo de Assis fez o primeiro presépio vivo.
O chamado Presépio Tradicional Português é - ao contrário do que encontramos nos outros países - formado por figuras tão diversas que não correspondem exatamente à época que deveriam representar. À exceção das figuras da Sagrada Família (São José, a Virgem Maria e o Menino Jesus), dos pastores e dos Três Reis Magos, todas as restantes figuras que surgem no Presépio Tradicional Português foram adicionadas com vista a dar uma representação "mais portuguesa" à história da Natividade. Assim, podemos encontrar figuras como: um moleiro e o seu moinho, uma lavadeira, bailarinos de um rancho folclórico minhoto, uma mulher com um cântaro na cabeça, uma banda de música, entre muitos outros personagens divertidos e tipicamente portugueses. A origem destas peças de cerâmica é dos arredores da cidade de Barcelos, na Região Norte de Portugal e, ainda hoje, são todas produzidas de modo artesanal.
Por sua vez, no Alentejo, o Presépio mais característico é o de Estremoz.
As cenas da Natividade de setecentos modeladas ao modo de Estremoz, resultam do trabalho das barristas de adaptação ao gosto e tradição local, dos grandes presépios realizados em barro por artistas como Joaquim Machado de Castro.
No início do século XX estavam praticamente em desuso e a produção era rara. Sebastião Pessanha encomenda ainda um Presépio na década de 10, com 60 peças. Disse-lhe Gertrudes Rosa Marques (uma das últimas bonecreiras que ainda trabalhava em Estremoz) que já não saia um da sua oficina há muitos anos, facto que atesta o desuso da representação da Natividade nos antigos moldes.
Entretanto, durante o Regime do Estado Novo, aos bonecos de Estremoz é dado um novo alento, conhecendo os Presépios locais uma fantástica inovação, que substituiu mesmo a antiga tradição. Nos anos 30, o Diretor da Escola de Artes e Ofícios local, o gaiense José Maria Sá Lemos, com a preciosa assistência do mestre oleiro Mariano da Conceição, junta os famosos Tronos de cascata de Santo António, com as principais figurinhas que compõem um Presépio. A cena passa então a ser composta por nove peças, mais o trono (ou altar como alguns lhe chamam), onde estão os três Reis Magos no degrau maior, estando ao meio a Sagrada Família com o Menino dentro da manjedoura, e no terceiro e último degrau estão três Pastores ofertantes. Hoje é este o Presépio que se considera tradicional em Estremoz.

## As figuras do presépio
- Menino Jesus: É o filho de Deus. Foi o escolhido para ser o salvador do povo.
- Virgem Maria: É a mãe do filho de Deus. Do seu ventre, nasceu Jesus Cristo.
- São José: É o pai adotivo do Menino Jesus; foi um homem judeu, conhecido como carpinteiro de profissão.
- Gruta ou Curral: É o local simbolizado pelo presépio. O curral era onde se guardava o gado. Por isso, no presépio, o Menino Jesus fica sobre palhas, numa manjedoura.
- Manjedoura: É um lugar de aconchego onde Jesus ficou quando nasceu. É como se fosse o berço de Jesus.
- Um burro, um boi, o galo e as ovelhas: Os animais representam a simplicidade do local onde Jesus nasceu. "Jesus não nasceu em palácios, nem em lugares luxuosos, mas sim no meio dos animais". O boi representa ainda a bondade e a força pacífica e ainda o povo hebreu e o sacrifício. O burro simboliza a humildade e os pagãos.[5] O galo anuncia a chegada de Jesus numa boa nova. Já as ovelhas simbolizam além de serem os animais dos pastores querem demonstrar que Jesus veio ao mundo sacrificar-se por nós.
- Anjos: Os anjos anunciam aos pastores a chegada do filho de Deus. Eles sabem que nasceu o salvador.
- Pastores: Os pastores são homens do campo, que simbolizam a simplicidade do povo, já que Deus acolhe a todos sem se importar com sua condição social. Representam ainda o povo hebreu.[5]
- Estrela de Belém: A estrela de Belém é aquela que se coloca no alto da árvore de Natal. Foi ela que guiou os três Reis Magos quando Jesus Cristo nasceu.
- Três Reis Magos: Os três Reis Magos - Gaspar, Baltasar e Belchior - representam os povos pagãos. Eram considerados sábios. Estes três nomes simbolizam as raças distintas, representando a universalidade da Salvação. Eles vieram do Oriente conduzidos pela estrela. Chegaram à cidade de Belém, local de nascimento do Menino Jesus, trazendo presentes: mirra, ouro e incenso. O ouro representava a realeza, a mirra era símbolo da paixão e o incenso é oferecido a Deus: representa a divindade de Jesus.[5]